# تسرنوماسنیتسا
تسرنوماسنیتسا (به صربی: Crnomasnica) یک منطقهٔ مسکونی در صربستان است که در نگوتین واقع شده‌است. طبق سرشماری سال ۲۰۰۲ تسرنوماسنیتسا ۲۷۲ نفر جمعیت دارد.